# Giuseppe Mengoni
Giuseppe Mengoni (Fontanelice, 1829. november 23. – Milánó, 1877. december 30.) olasz építész és mérnök, a Galleria Vittorio Emanuele II tervezője.

## Élete

### Tanulmányai
Giuseppe Francesco Giulio Mengoni 1829. november 23-án született Fontanában (ma Fontanelice), Imola közelében, egy eredetileg a Val di Rabbi (Trentino megye) beli Piazzoláról származó családban. Zaccaria jogász és földbirtokos, valamint Valeria Bragaldi, Giovanni Damasceno Bragaldi, egy kulturált és kifinomult ember lánya második fiaként. A fontanai általános iskolai tanulmányok után az imolai gimnáziumba járt, ahol igen tehetséges tanulónak bizonyult, akit különösen érdekelt a rajz (1843–1846). Már fiatalkorában is bizonyítani tudta bátorságát, amikor 1848-ban önkéntesnek jelentkezett a Felső-Rajnai Hegyiadász-zászlóalj első századába, amelyet Livio Zambeccari ezredes vezetett.
1847-ben Zaccaria és Valeria Bolognába, a via San Vitale 36. alá költöztek, hogy fiaik, Giuseppe, Fabio és Giovanni folytathassák tanulmányaikat. Mengoni Bologna városában beiratkozott a Pápai Képzőművészeti Akadémiára és a Pápai Filozófia (Fizika) Karra, hogy követni tudja Cocchi professzor perspektivikus leckéit, akivel gyümölcsöző barátságot kötött, és az építészetet. valamint Lodi professzor dekorációs tanfolyamait, aki az acél építőelemek tulajdonságainak és lehetőségeinek mély ismerője volt. Ily módon Mengoni össze tudta egyeztetni saját, Cocchiban kiforrott művészi tudását a matematika és a fizika területén szerzett robusztus kompetenciával, amelyre szükség is volt egy olyan Európában, amelyben azokban az években egy új feltörekvő szakma született, a mérnöki.
Miután 1851. június 21-én diplomát szerzett optikai szakdolgozatával, amelyre 11-ből 11 szavazatot kapott (kitüntetés nélkül), Mengoni Franciaországba, Németországba, az Egyesült Királyságba utazott, Rómában rezidensként, hogy bővítse kulturális látókörét. Tudományos sikerekeit ebben az időszakban azonban családi halálesetek kísérték, amikor 1852-ben meghalt tizennyolc éves öccse, Giovanni, majd 1856-ban édesapját is elveszítette. Ennek ellenére nem csüggedt, olyannyira nem, hogy 1854-ben sikeresen elvégezte a gyakornoki időt Cesare Bassani bolognai mérnöknél, majd 1856-ban építőmérnöki képesítést szerzett; oklevelét május 29-én a Bolognai Pápai Egyetemen vette át.

### Első munkahelyei
Mengoni tanulmányai befejeztével a vasútmérnöki pályára jelentkezett, 1857. augusztus 1. és 1860. április 12. között a Lombardo Veneto és Közép-Olaszország vasutak építésében működött közre: külön említést érdemel a Pracchia–Bologna vasút tervezése, amelyet J. L. Protche mérnök keze alatt végzett. Mengoni készített néhány tanulmányt a bolognai pályaudvarról, a II. Viktor Emánuel milánói városkapu szertartásra való berendezéséről (1860. május 1.), valamint a San Petronió-i megemlékező katafalkról Cavour gróf halálára, aki 1861-ben ötvenegy évesen halt meg.
Mindeközben Mengoni részt vett a Porta Saragozza tér és környéke rendezésében. Egy jól kidolgozott projektet javasolt, amely nagy tetszést aratott: sokakban őszinte „megbecsülésük volt a mutatós munka irányítása során tanúsított szüntelen figyelméért. a kapu építésében”, Petronio Malvasia, a Kapunál végzett munkálatok bizottsága elnökének szavaival élve. Mengoni munkáját Coriolano Monti, Bologna önkormányzatának főmérnöke is nagyra értékelte, aki nem habozott elvállalni a Porta Saragozza feladatát, és szemérmetlenül plagizálta beosztottja projektjét. Mengoni, miután felismerte, hogy Monti projektje az övének gyenge másolata, 1861. február 10-én megjelentett egy brosúrát Giuseppe Mengoni bolognai mérnök észrevételei a Porta Saragozza belső terének tervezett rendezésének és díszítésének, valamint az út bővítésnek a kapcsán címmel, amelynek célja a két projekt hasonlóságának kimutatása volt. E füzet megjelenése keserves vitákat váltott ki, amelyek közül kiemelkedik Pietro Selvatico rendkívül erőszakos fellépése, amely a munkálatok azonnali félbeszakadásához vezetett.
Mengoni további, ehhez az időszakhoz köthető munkái közé tartozik a Cassa di Risparmio di Bologna központi épülete (1867), a Teatro di Magione Umbriában (1870), San Lorenzo, San Frediano és Mattonaia firenzei piacai (1870–1874), „Róma város bővítésének terve” (1873), a fontanai Campomori-házak kórházi használatra való adaptálásának projektje (1874, nem valósult meg).

### A Piazza Duomo és a Galleria Vittorio Emanuele II

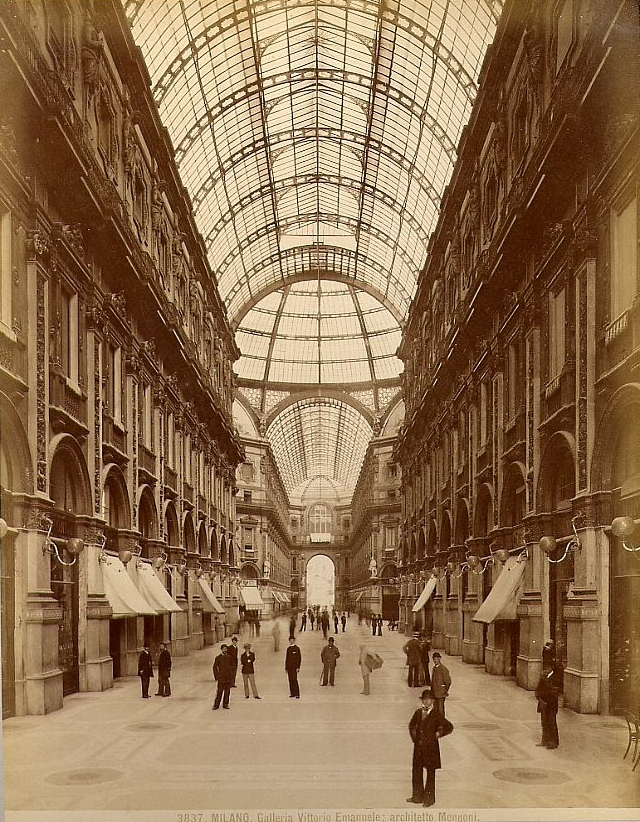
Giacomo Brogi: Milánó – Galleria Vittorio Emanuele II (katalógusszám: 3837)

1861-ben Mengoni megnyerte a „Piazza Duomo és a szomszédos milánói utcák teljes újratervezésére kiírt nemzetközi versenyt”, amelyet az önkormányzat hirdetett meg, hogy a városközpontnak új, teljes és monumentális megjelenést adjon, ami feltétlenül szükséges volt egy olyan város számára, amely arra törekedett, hogy vezető szerepet vállaljon az újszülött Olasz Királyságban. Az építész a milánói burzsoázia szalonját kívánta modernizálni egy monumentális összekötő galéria felépítésével a Piazza del Duomo és a szomszédos Piazza della Scala között, egy nagy királyi loggiával, különböző árkádos épületekkel és a Függetlenség palotájaként ismert épülettel, ahonnan kilátás nyílik a város vallási centrumára.
Ebből az impozáns kezdeti projektből azonban csak a Viktor Emánuel-passzázs épült meg, amely építése pillanatától kezdve (az első követ 1865. március 7-én rakták le) élénk vitákat gerjesztett. Mengoni úgy gondolta el a Galériát, mint egy hatalmas épületegyüttest, amelyet négy kar alkot, amelyeket kifinomult és merész acél- és üvegboltozatok fednek le, amelyek középen metszik egymást, és egy nyolcszögletű teret (az egész építészeti organizmus valódi tengelyét) hoznak létre, amelyen egy nagy, kör alapú üvegkupola áll. A padló polikróm márvány, a homlokzatokat neoreneszánsz stílusú stukkóval és cementtel díszített pilaszterek, a középső nyolcszöget pedig a Savoyai-dinasztia és a főbb olasz városok (Roma, Milánó, Torino és Firenze) színes zománcozott címerei díszítik.

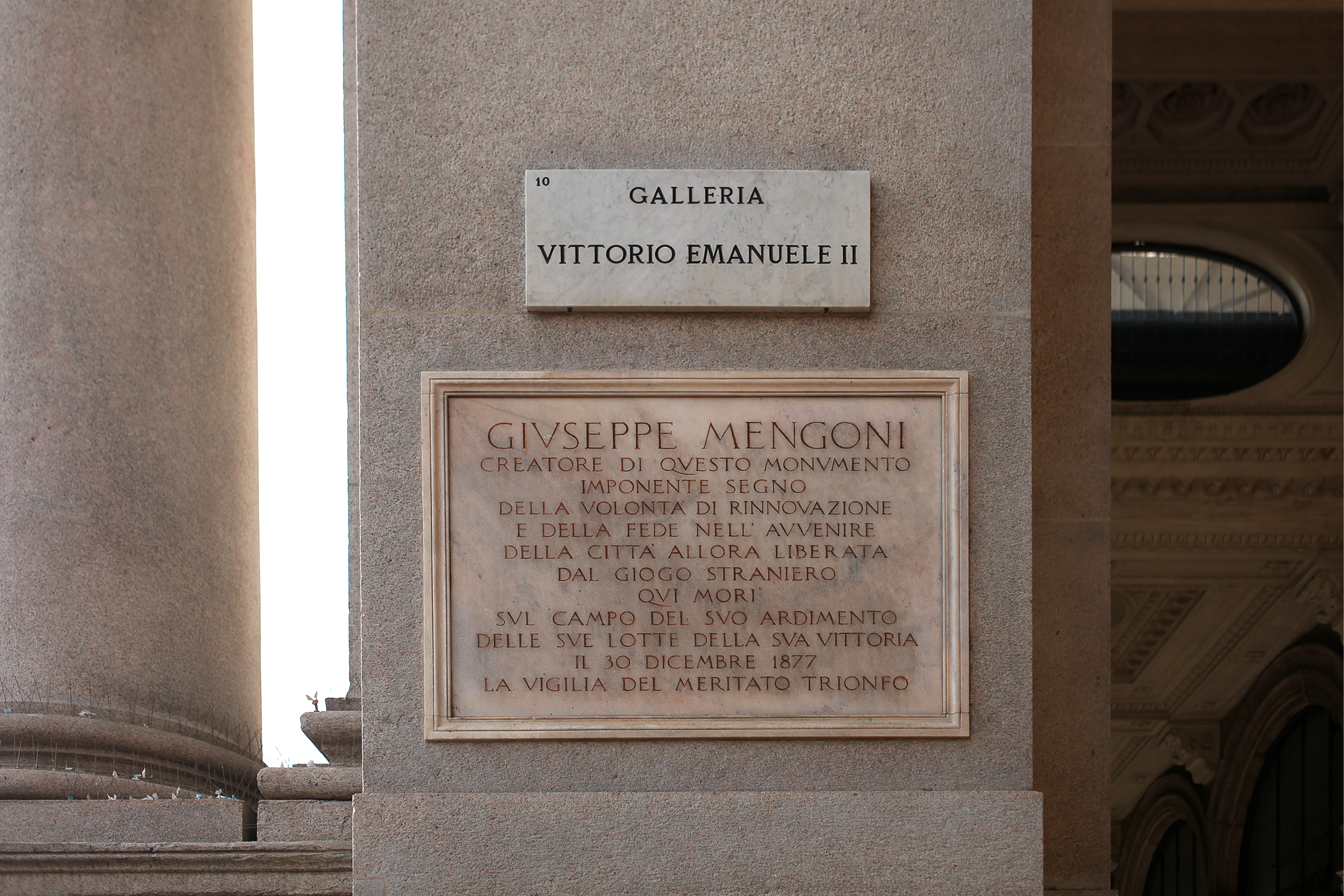
A Galéria bejáratához elhelyezett Mengoni-emléktábla, aki a felavatás előtti napon halt meg

A külföldi tőke hatalmas támogatásának is köszönhetően Mengoninak a Galériával sikerült egy új, építészeti értékekben gazdag városi teret megvalósítania, amelyet hasonló vállalkozások, például a nápolyi Galleria Umberto megismétlésére szántak. Ennek ellenére a projektet kemény kritika érte, ami nagyon megkeserítette az építészt, akit az a romantikus vágy éltetett, hogy „minden élő művészt felülmúljon, Raffaello és Michelangelo mellett uralkodjon az utókorban”. Karrierje valóban nagyon ígéretes volt, amint azt az Academia Imperial das Bellas Artes Rio de Janeiro levelező tagjává való kinevezése (1876. szeptember 9.), valamint számos egyéb Olaszországban, Európában és Amerikában elnyert díj is bizonyítja.
A galéria építése 1877. december 30-án fejeződött be; Mengoni azonban nem tudott részt venni a másnapra tervezett ünnepélyes beiktatási ceremónián, mivel leesett galériájának legmagasabb állványzatáról, amelyre azért mászott fel, hogy megvizsgálja a kivitelezés részleteit. Így Mengoni legjelentősebb épülete felavatásának előestéjén befejezte földi pályafutását. Sokan voltak, akik nem hittek a halálos kimenetelű balesetben, de még az öngyilkosság hipotézisét is lebegtették. A temetés ünnepélyes volt, és négyezer ember vett részt rajta, köztük a festő és barát, Francesco Hayez.
Milánó monumentális temetőjében nyugszik egy sírban, amelyet Francesco Barzaghi (1879–1881) szobrászművész emlékműve díszített.

## Fordítás
- Ez a szócikk részben vagy egészben  a   Giuseppe Mengoni című olasz Wikipédia-szócikk ezen változatának fordításán alapul.  Az eredeti cikk szerkesztőit annak laptörténete sorolja fel. Ez a jelzés csupán a megfogalmazás eredetét és a szerzői jogokat jelzi, nem szolgál a cikkben szereplő információk forrásmegjelöléseként.

## Bibliográfia
- Giuseppe Mengoni (1829-1877). Un architetto di successo. Ravenna: Essegi Biblioteca Universitaria (1988. március 19.)
- Nullo Pirazzoli,  L'Archivio Mengoni a Fontanelice, in  Casabella, 495, 1983
- Giuseppe Mengoni múzeum archívuma
- Luigi Canonica